# 小行星942
小行星942（942 Romilda）是一颗围绕太阳公转的小行星。
該小行星以發現者卡爾·威廉·萊茵姆特在曆書《Der Lahrer hinkende Bote》中選擇的女性人名羅米爾達（Romilda）命名。

## 参数
这颗小行星的绝对星等为10.3个天文单位，自转周期为6.965小时。